# Onthophagus bidentifrons
Onthophagus bidentifrons là một loài bọ cánh cứng trong họ Bọ hung (Scarabaeidae).